# Teleutaea macilenta
Teleutaea macilenta är en stekelart som beskrevs av Tosquinet 1903. Teleutaea macilenta ingår i släktet Teleutaea och familjen brokparasitsteklar. Inga underarter finns listade i Catalogue of Life.